# Lepraria nylanderiana
Lepraria nylanderiana är en lavart som beskrevs av Heidi Kümmerling och Leuckert.
Lepraria nylanderiana ingår i släktet Lepraria och familjen Stereocaulaceae.   Inga underarter finns listade i Catalogue of Life.